# Histoire des Français à Holyoke
 (juin 2019).
Le contenu est difficilement compréhensible vu les erreurs de traduction, qui sont peut-être dues à l'utilisation d'un logiciel de traduction automatique.

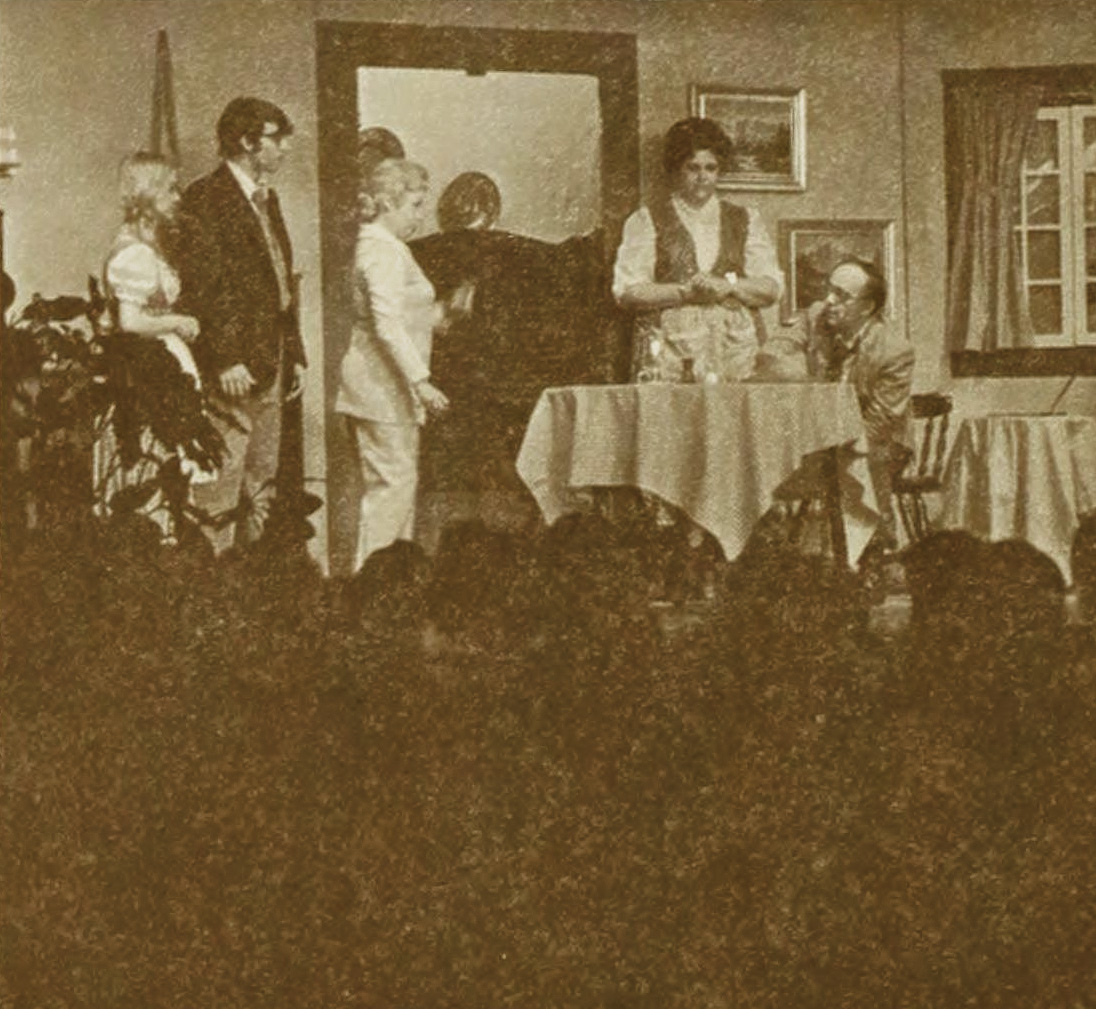
Troupe de théâtre du Cercle Rochambeau interprétant une pièce de théâtre pour le centenaire de la ville, 1973

À la fin du XIXe et au début du XXe siècle, Holyoke a un afflux de Franco-Américains (en anglais : Holyoke Franco-Americans, lit. « les Français-américains Holyokians »),  principalement Canadiens français, qui ont immigré au Massachusetts pour travailler dans les usines textiles et papiers de la ville alors en pleine croissance. En 1900, une personne sur trois résidant à Holyoke était d'origine franco-canadienne et, selon une enquête menée en 1913 sur les Américains français aux États-Unis, Holyoke, avec d'autres villes du Massachusetts, avait une communauté plus grande que celles de La Nouvelle-Orléans ou Chicago à cette époque. Initialement confronté à la discrimination des propriétaires de moulins pour saper leur syndicalisation, ainsi qu'à la création d'institutions françaises distinctes au sein du mouvement La Survivance, ce groupe démographique a rapidement acquis une représentation dans les institutions civiques et dans le développement de la ville. Holyoke était à une époque un centre culturel pour les Américains franco-canadiens ; la Société Saint-Jean-Baptiste d'Amérique a été créée pour la première fois dans la ville en 1899 ainsi que pour un certain nombre d'autres institutions, notamment des sociétés de théâtre et de théâtre qui ont découvert le célèbre vaudevillian Eva Tanguay, et des publications régulières, avec ses Le plus grand hebdomadaire français, La Justice, publié de 1903 à 1964.
L'évolution de l'économie industrielle, l'américanisation et l'émigration dans les banlieues ont entraîné un déclin démographique et, en 1990, cette population était tombée à environ 16 % de la population 10 % des résidents. En revanche, les chiffres du recensement de 2010 reflètent également la banlieue démographique, les répondants du comté de Hampden ayant déclaré être francophones (12,7 %) ou canadiens français (5,5 %) représentaient 18,2 % de la population. pris dans son ensemble. En 2015, l'American Community Survey estimait que moins de 1 % de tous les résidents de Holyoke parlaient une forme de créole ou un créole français.

## Émigrés québécois et établissement précoce
| Année | Résidents | %    |
| ----- | --------- | ---- |
| 1865  | 250       | 5    |
| 1900  | 13 000    | 28,4 |
| 1913, | 14 279    | 22,9 |
| 2010  | 3 657     | 9,2  |

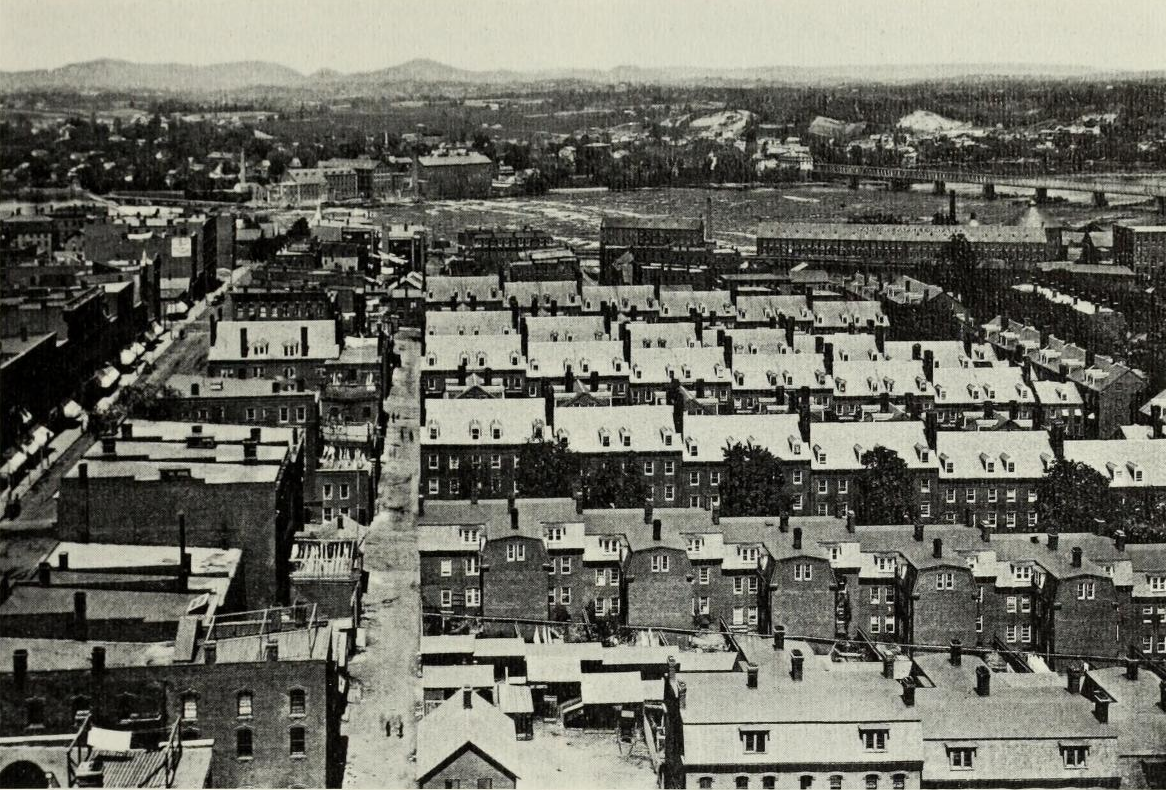
Le logement des ouvriers de Lyman Mills, un quartier dense de maisons en rangée où de nombreux ouvriers de cuisine canadiens-français ont commencé à Holyoke ; des conditions de logement insalubres ont conduit à sa destruction et à sa reconstruction sous le nom de Lyman Terrace au début du XXe siècle

Les premiers Français à s'établir sur les rives du Connecticut en Irlande seraient arrivés au début des années 1850. Ils n'étaient identifiés que comme étant les « frères Gallaudet », dont l'année d'installation est inconnue, et un Jean-Baptiste Boulet arrivé en 1854. Boulet servira la messe à l'église Saint-Jérôme de 1856 à 1859, date à laquelle il se rendit à l'ouest de l'Oregon pour rejoindre le sacerdoce en tant que missionnaire:18.
Avec l'industrialisation rapide de la zone autour du barrage de Holyoke, de nombreuses nouvelles familles sont arrivées à la recherche de travail ; parmi eux se trouvaient les Stebbins, Taces, Provost, Viens, Francœurs, Hamels et Proulx. L'histoire française de Holyoke a commencé en grande partie par un certain Nicholas Proulx (en français : [pʁu], anglicisé comme « Pru », « Prue » ou « Prew »), arrivé avec sa famille à Mittineague en 1852, est brièvement revenu au Québec avant d'arriver à Holyoke en 1858:53. À cette époque, la fabrique de bobines Lyman Mills, financée par les commanditaires de la ville, les Boston Associates, était tombée sous séquestre avec le Panic de 1857 et avait acquis de nouveaux propriétaires qui cherchaient à combler une pénurie de main-d'œuvre lorsque les affaires s'amélioraient en 1858. En 1859, Proulx avait gagné la confiance de l'agent principal du moulin, Jones S. Davis qui avait fait construire un chariot couvert de quatre chevaux pour ramener les ouvriers des villages du Québec, tels que Saint-Ours, son village natal. Pour ce travail, Davis prend en charge les frais de transport et 4 à 5 dollars par travailleur,. Accompagné de ses fils lors de plusieurs voyages ultérieurs le premier de Proulx a eu lieu à l'automne 1859 et a duré une semaine. Il est ensuite arrivé à Holyoke avec 45 jeunes femmes et 6 ou 7 jeunes hommes. Pendant qu'il se reposait, lui et les ouvriers dormaient la nuit dans les champs du Vermont, étant parfois entourés de villageois tout en restant dans la grange d'un fermier inconnu ; après avoir expliqué leur situation et payé le propriétaire, ils ont été autorisés à rester pour la nuit. Au cours des cinq prochaines années, Proulx amènera environ 500 travailleurs québécois à Holyoke, jusqu'à ce que la demande industrielle de la guerre de Sécession conduise à la construction de rails directement de Montréal d'ici 1868,

## Migration de masse et exclusion

Répartition des franco-américains dans l'ouest du Massachusetts, 1900 ; Holyoke est la seule ville représentée avec plus de 10000 résidents français à l'époque, représentant plus de 20 % de sa population.

Avec l'arrivée continue de Canadiens français pendant la guerre civile, beaucoup ont choisi de ne pas demander la naturalisation pour empêcher l'enrôlement, bien qu'il ait été dit que les deux français profitaient du système de quotas et étaient utilisés par les recruteurs de l'Union. A Springfield républicain article 28 janvier 1864, a rapporté un « order [was] issued for the arrest of the Frenchmen who could 'parley-vouz'[sic] in English as well as anybody before they enlisted on Holyoke's quota, but grew very Frenchy after they were sent to camp, and were discharged because they couldn't understand what the officers said ». À l'inverse, dans les cas où les Québécois ne comprenaient pas vraiment l'anglais, les émigrés signaient parfois des accords au Canada, mais arrivaient à Holyoke pour trouver un officier qui les attendait, après avoir signé des documents de recrutement. :54–55
Un exode massif de travailleurs québécois a commencé après la guerre de Sécession, principalement dans les villes manufacturières de textiles à haute densité, telles que Holyoke, ainsi que Gardner, Lowell et Fall River. Lorsque les Canadiens français sont arrivés à Holyoke dans les années 1880, contrairement à de nombreuses villes industrielles ayant un ou deux grands employeurs ou institutions, leur arrivée a coïncidé avec la construction de dizaines d'usines dans plusieurs industries. En moins de 30 ans, la population de la ville a triplé pour atteindre 35 000 habitants. Avec cette structure sociale, des changements spectaculaires se sont produits,,. En effet, l'afflux de francophones canadiens à Holyoke a été attribué à la ville qui comptait en moyenne 12 résidents par ménage en 1885, soit le double de la moyenne du Massachusetts.
L'afflux de Québécois a également entraîné des tensions considérables entre eux et un groupe démographique irlandais qui avait été durement touché par le sentiment anti-irlandais et n'avait constaté que des améliorations graduelles des conditions de travail grâce à une syndicalisation précoce, les Canadiens travaillant plus longtemps pour des salaires plus bas et fracturés. les travailleurs avec leur barrière linguistique. Dans son histoire sur les immigrants franco-américains de Holyoke, The Shadows of the Trees, Jacques Ducharmes a expliqué que « de nombreux [français] devaient ressentir le caillou celtique, ou Kelly Biscuit, car au début les Irlandais n'étaient pas opposés à la violence en montrant leur dégoût pour les nouveaux arrivants »Initialement considérée comme une province de l'Albanie du Caucase, la région devient ensuite un royaume autonome à l'intérieur de la zone d'influence culturelle et politique de la Géorgie, finissant par y être incorporée au VIIIe siècle. Le territoire, qui s'appelle plus tard Saingilo, est pratiquement contrôlé par le royaume de Géorgie ou la province de Chirvan, selon les périodes.[réf. nécessaire]. On pourrait en dire autant de la population anglaise également, un incident survenu en 1888 dans le New York Herald décrivant un match de baseball opposant Holyoke French et des garçons américains, qui se terminait avec l'un de ces derniers qui rentrait à la maison avant de rentrer avec un fusil. Un garçon français frappé d'un coup non fatal au cou. Les tensions dans les usines ont façonné des luttes entre jeunes qui ont duré jusqu'au début du XXe siècle, se dissipant au fur et à mesure de l'intégration des groupes et de leur acceptation progressive. La promesse d'emplois plus rémunérateurs que ceux des fermes québécoises, conjuguée à la demande de main-d'œuvre bon marché, a amené les français de la ville à surpasser la population caractérisant le nom traditionnel de Paroisse d'Irlande adopté par Holyoke en trois décennies. En 1870, leur population était 40 % plus petite que celle d'Irlande ; en 1880, leur total dépassait ce chiffre de 16 %. Ils restèrent exclus des syndicats et créèrent à leur tour un système de népotisme dans les usines à concentration, jusqu'à ce que de nouvelles vagues d'immigrants à faible salaire commencent à leur faire concurrence au milieu du XXe siècle. À une époque, il n'était pas rare que trois générations d'une famille française de Holyoke travaillent dans le même moulin, au même poste,.

Dans les échanges civiques, les Français culturellement dépossédés ont adopté la pratique de La Survivance consistant à créer des institutions séparées préservant leur langue et leur culture. Cela a conduit au développement de nombreuses institutions de ce type dans l'histoire de Holyoke, mais cela a également entraîné une réaction violente de la part de la ville et du gouvernement du Commonwealth au XIXe siècle. En 1880, la première école française s'ouvrit à Holyoke, sous les auspices de la paroisse Precious Blood, mais pas avant d'avoir reçu des plaintes des habitants lui disant que l'école ne pourrait pas fonctionner en raison d'une loi obligeant les écoles à enseigner en anglais. Le père Dufresne, qui dirigeait la nouvelle école, finit par convaincre les bailleurs de fonds de la ville de ne pas lui permettre de fermer, affirmant qu'elle enseignait l'anglais et le français et que sa fermeture entraînerait un exode de travailleurs:23. Cette volonté d'ouvrir des institutions séparées a également suscité la dérision du Bureau des statistiques du travail du Massachusetts en 1881, lorsque le chef du bureau, Carroll D. Wright, a publié le passage suivant dans son rapport annuel
« À quelques exceptions près, les Canadiens français sont les Chinois des États de l'Est. Ils ne se soucient de rien pour nos institutions, civiles, politiques ou éducatives... Ils sont une horde d'envahisseurs industriels et non un flot de colons stables. En votant avec tout ce que cela implique, ils ne se soucient de rien. Il est rare que l'un d'entre eux soit naturalisé. Ils n'enverront pas leurs enfants à l'école s'ils peuvent le faire, mais s'efforceront de les entasser dans les moulins le plus tôt possible... Ces personnes ont un bon trait. Ce sont des travailleurs infatigables et dociles... ils doivent avoir des amusements ; et pour les hommes, boire, fumer et se prélasser en constituent la somme. Maintenant, il n'est pas étonnant qu'un peuple aussi sordide et aussi bas éveille les sentiments correspondants chez les cadres... »
 L'expression Chinois des États de l'Est, souvent abrégée en Chinois de l'Est, reflétait non seulement les attitudes raciales de l'époque à l'égard des Américains d'origine chinoise, mais s'inscrivait également dans le contexte de la loi chinoise sur l'exclusion de 1882, qui interdisait l'immigration à tous les Chinois. les ouvriers, qui ont été trouvés principalement sur la frontière occidentale, jusqu'en 1943 Les propos de Wright entraîneraient une réaction très publique de la part de la communauté franco-américaine dans tout l'État. En effet, la législature du Massachusetts a tenu des audiences avec des représentants de différents groupes culturels français du Commonwealth. En fin de compte, Wright n'a jamais renoncé à sa déclaration, mais l'a finalement amendée en ajoutant « aucune autre nationalité ne s'est développée aussi rapidement et de manière aussi satisfaisante en arrivant dans ce pays » ; son rapport de 1881 façonnerait le discours public dans le Massachusetts pendant plus de quatre décennies.

## Intégration et représentation précoce

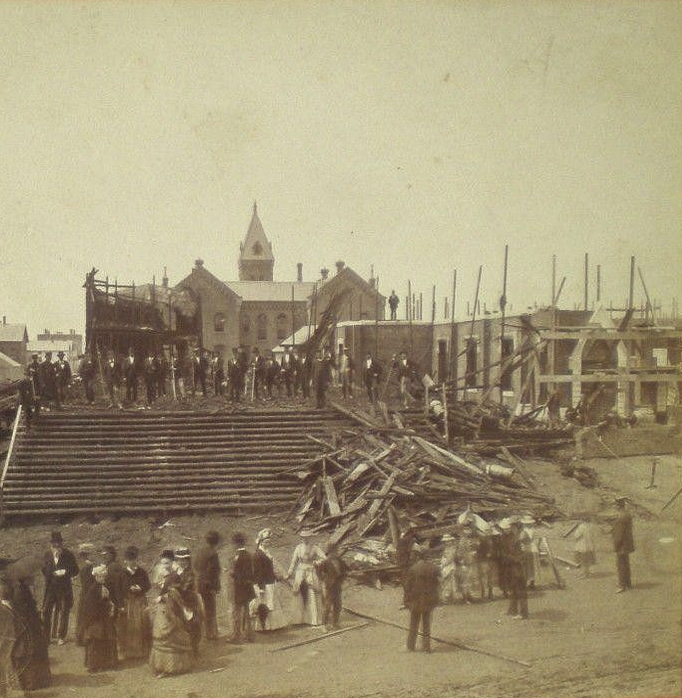
Les ruines carbonisées de la première église de Precious Blood c. juin 1875 ; le nouveau bâtiment est en construction à droite, avec les ministères de la Maison de la Providence de Loreto visibles à l'arrière-plan, utilisés autrefois comme l'école du sang précieux

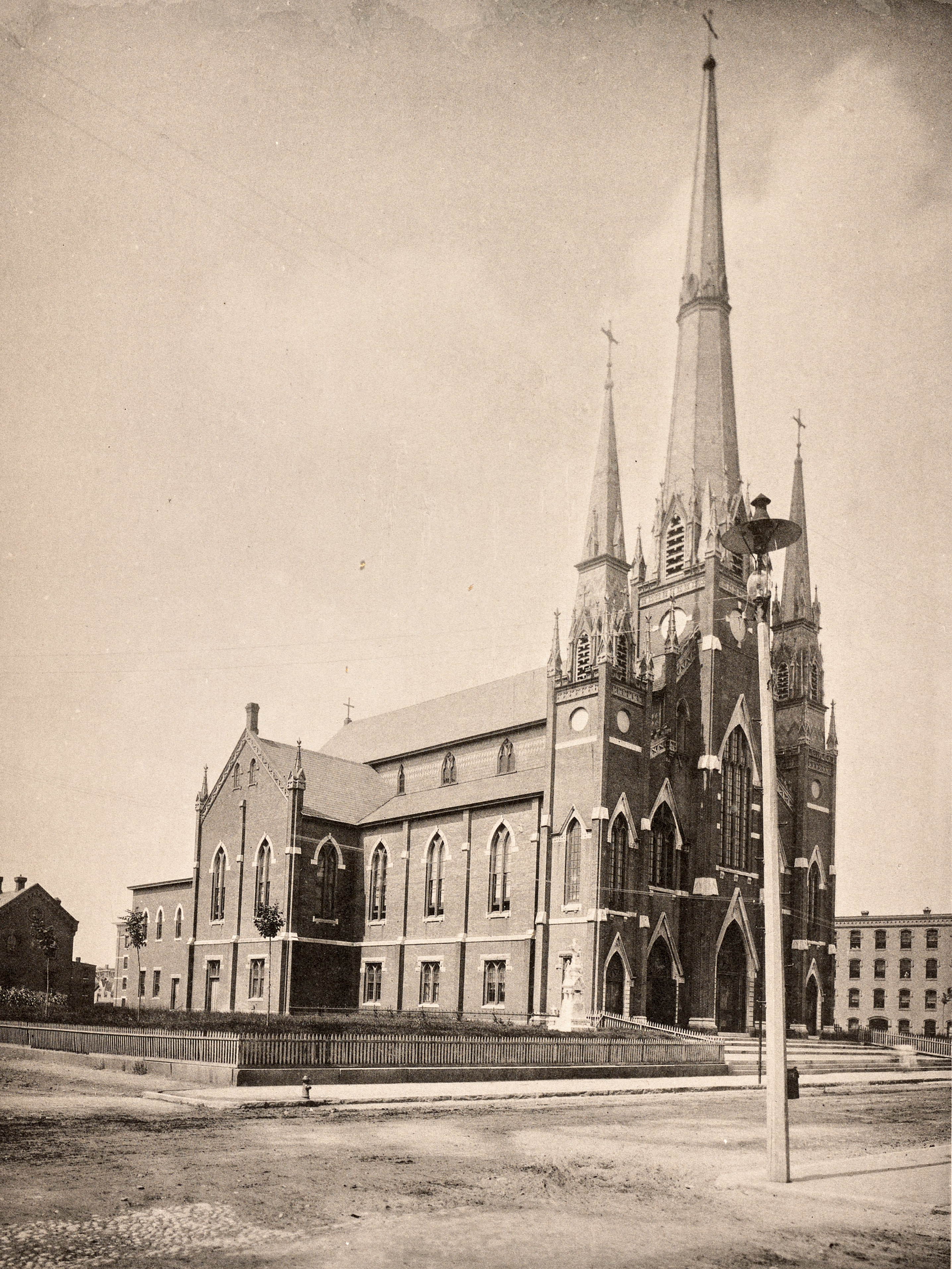
Le deuxième bâtiment de l'église Precious Blood, (église du Précieux Sang), 1891

Bien que des tensions subsistent entre les Français et la communauté élargie de Holyoke, un premier moment de soutien collectif intervient tôt en 1875, à la suite de l'incendie de Precious Blood Church, qui reçut une couverture internationale et fut appelé The Holyoke Disaster dans certains journaux aussi loin Californie et Somerset, Angleterre. L'incendie, qui s'est déclaré lorsqu'un vent a soufflé un morceau de dentelle drapé sur la Bienheureuse Vierge Marie dans une bougie allumée, a tué 78 paroissiens français, faisant de nombreux blessés lors de la débâcle qui en a écrasé plusieurs dans la sortie étroite de l'église. Le héros, le pompier John T. Lynch, sortit du désastre. Un camarade lui arracha un tuyau de feu et se précipita dans l'entrée de l'église. Au tournant du XXe siècle, l'historien Alfred Copeland, qui avait publié une histoire en plusieurs volumes du comté de Hampden, le décrivait encore comme « le désastre le plus grave de l'histoire de Holyoke et ne pouvant jamais être oublié »,.
Alors que les premières générations de Canadiens français et de français restaient séparées de l'établissement de Holyoke par la culture, la langue et le statut, tout au long de la fin du XIXe siècle et au début du XXe siècle, elles se sont progressivement intégrées à la communauté dans la vie civile, commerciale et sociale. Au tournant du XXe siècle, une communauté considérable de francophones vivait dans le quartier de Flats, ainsi qu'au nord du centre-ville, au sein d'une population polonaise croissante.
Avec le temps, la communauté française s'est organisée en cercles de théâtre dans les églises et les théâtres locaux. Eva Tanguay est née à Marbleton, au Québec, en 1878, et sa famille est arrivée à Holyoke avant 1885. Jeune fille, interprétant une chanson et un numéro de danse à Parsons Hall, elle a été découverte par une compagnie en tournée avant 1890 et allait devenir une célébrité nationale dans la nouvelle ère de la célébrité des médias de masse américains, qui deviendra plus de Vaudeville, et définissant un genre de célébrité qui a conduit à un certain nombre d'imitateurs.

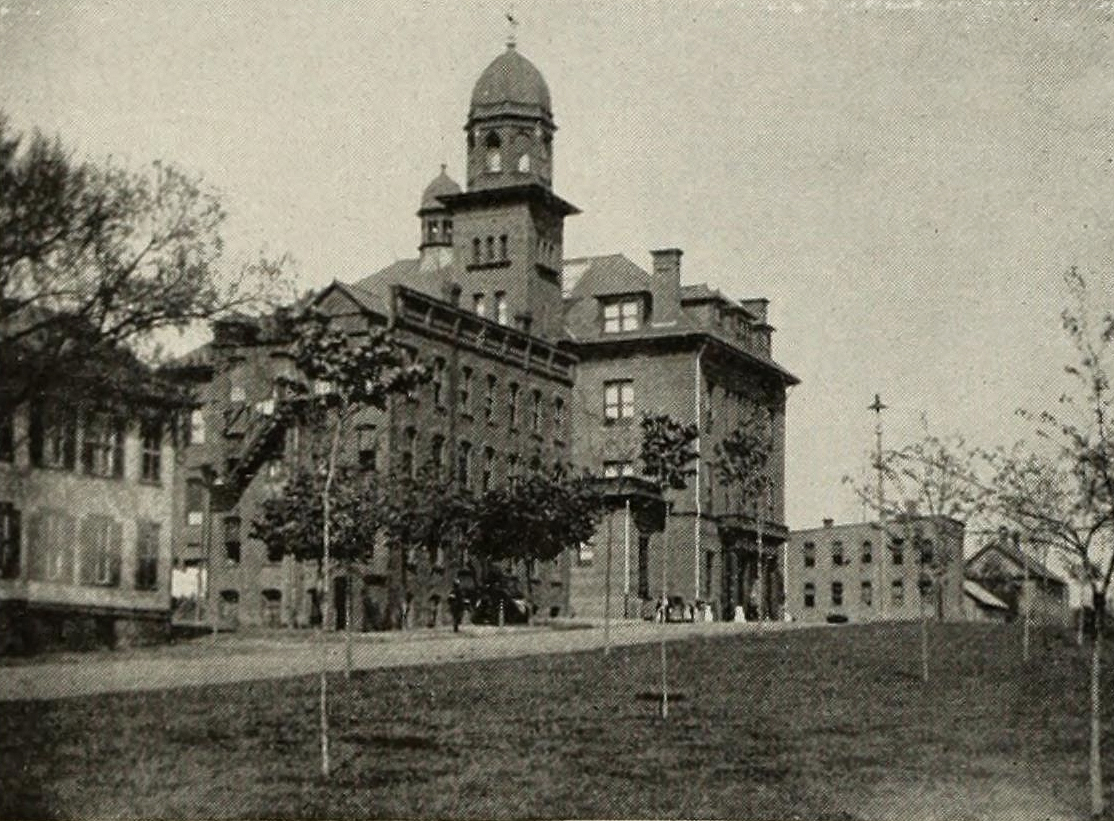
Le site original de l’église Notre-Dame du Perpétuel Secours, surnommé aujourd'hui Notre-Dame du Perpétuel Secours, à côté du parc Pulask.

Alors que Holyoke atteignait son sommet démographique de 62 300 habitants en 1913, la communauté franco-américaine grandit avec elle. Bien que la communauté française de Holyoke soit plus petite que ses homologues des villes industrielles de Fall River, Lowell, New Bedford et Woonsocket, à l'exception de New York, elle reste la plus grande communauté française à l'ouest du Grand Boston, dépassant les populations franco-américaines francophones. ou patrimoine canadien-français à la Nouvelle-Orléans ainsi qu'à Chicago à cette époque. Malgré la réaction précoce des immigrants francophones, la communauté a été représentée dans les institutions commerciales et civiques de la ville moins de deux décennies après l'arrivée des premiers. Le premier membre de la communauté franco-canadienne à siéger au prédécesseur direct du conseil municipal, le conseil d'administration d'Aldermen, fut John J. Prew en 1885, le même membre de la famille Proulx [sic] qui développa Springdale. MM MM. Mitivier, éditeur de l'hebdomadaire éphémère Courier d'Holyoke, et M. AG Ridout, élus au conseil inférieur de 1877 au cours de la période bicamérale du gouvernement municipal:38. L'un des représentants les plus éminents de la communauté franquiste était Pierre Bonvouloir, qui a été trésorier de la ville pendant près de 40 ans, de 1895 à sa mort en 1932, et qui a cofondé presque toutes ses institutions financières à cette époque, notamment la ville. Banque coopérative. Dans un discours prononcé en 1922, le gouverneur Channing Cox rendrait hommage à Bonvouloir, soulignant qu'il était « estimé et aimé de tous par les habitants de cette ville ». Après sa mort, son fils, Lionel Bonvouloir, a été élu à ce poste. Il a exercé cette fonction jusqu'en 1944, date à laquelle Lionel a été reconnu coupable de détournement de fonds de 25 000 dollars des fonds de la ville. En général, les francophones et les Holyokers d'ascendance française se banaliseraient dans la vie politique de Holyoke, des dizaines d'entre eux occupant diverses fonctions à tous les niveaux de l'administration municipale au cours du XXe siècle.
Un grand nombre de biens immobiliers à Holyoke ont également été développés par deux membres de cette communauté, à savoir Gilbert Potvin et son élève, Louis LaFrance. Ce dernier deviendra le plus gros contribuable de Holyoke et construira certains des plus grands blocs de la ville, en les baptisant sans vergogne de son propre nom ; En effet, l'Essex House, qui était autrefois la plus haute structure à Holyoke, s'appelait pour la première fois l'hôtel LaFrance,. Il construirait des immeubles à une échelle sans précédent dans la ville, élargirait le quartier des affaires du centre-ville vers le sud en direction de Churchill et construirait certains des seuls appartements en briques de la région des Highlands, son dernier projet avant sa mort en 1938.

## Histoire et culture contemporaines

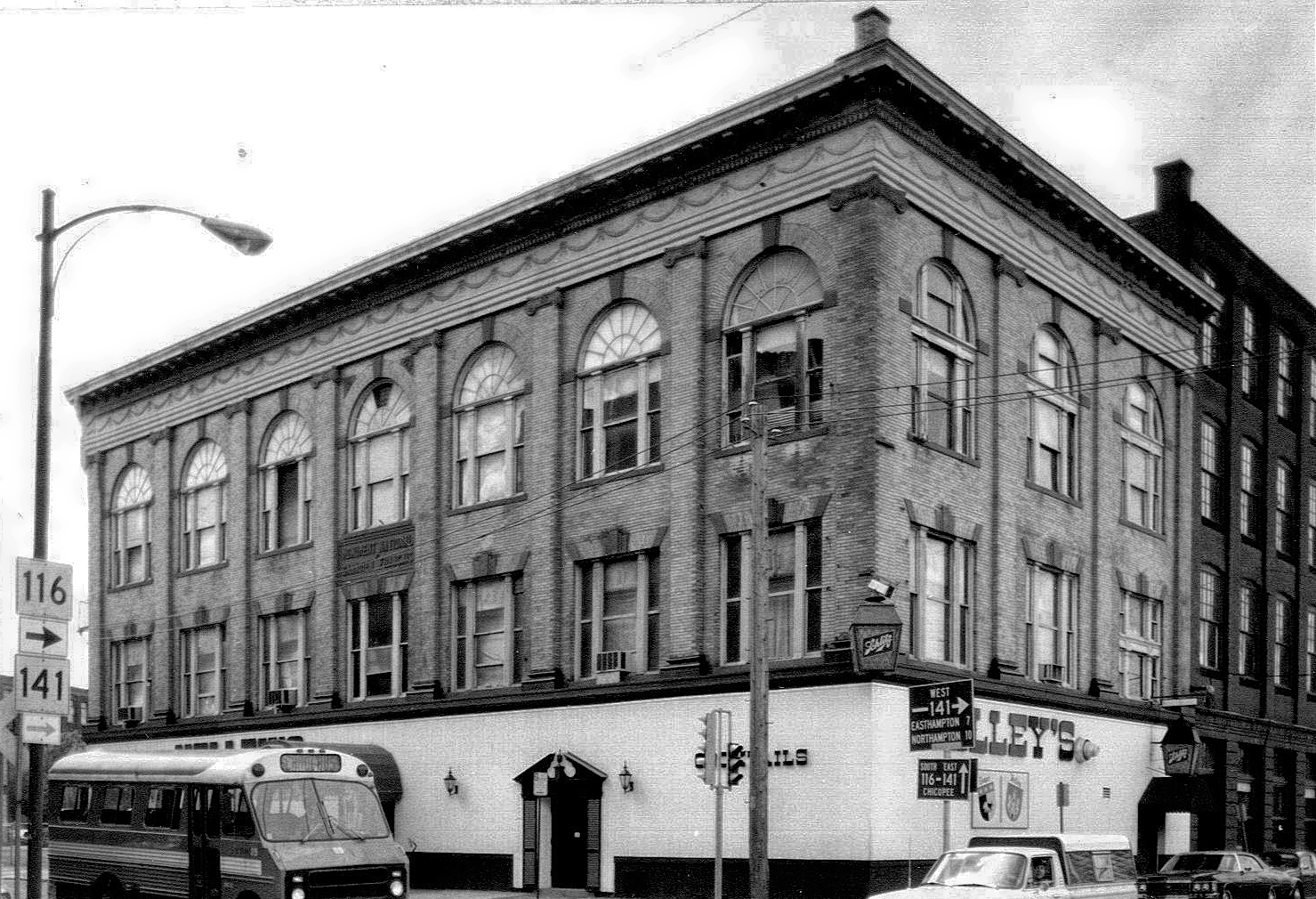
Le Monument National Canadien Français, ancien banquet et mémorial du premier conseil de la Société Saint-Jean-Baptiste d'Amérique, six mois avant son incendie, 1984

Holyoke verra également son premier maire d'ascendance française en 1968 avec l'élection de William Taupier ; Taupier, un ancien conseiller municipal, a eu un mandat de controverse et de succès. Parmi ses réalisations, citons la Campagne des briques d'or, qui a permis de collecter des fonds pour un nouveau campus du Collège communautaire de Holyoke après l'incendie qui a ravagé son lieu d'origine. De cette campagne a émergé ce qui est finalement devenu la Holyoke Community College Foundation, maintenant les bourses et les dotations privées de l'école. Taupier a également supervisé les célébrations du centenaire de la ville, notamment un comité franco-américain composé de nombreux comités de groupes ethniques organisant des manifestations culturelles. Inversement, l'administration de Taupier a fait l'objet de controverses lorsqu'il a supervisé le programme de police d'équipe de Holyoke ; le programme a pris fin brusquement lorsque le maire a instauré un couvre-feu strict dans un quartier à prédominance portoricaine à la suite de troubles,. Des accusations de brutalité policière et de fin du programme par le conseil municipal menaceraient la dernière année du mandat de maire de Taupier. En 1975, il démissionna pour accepter un poste de directeur municipal à Lowell.
Le seul autre maire de tradition franco-américaine, Ernest E. Proulx, a été élu immédiatement après Taupier en 1976, à une époque où Holyoke se caractérisait par une augmentation sans précédent du chômage et des troubles civils faisant de la couverture nationale. Proulx vanterait le soutien de son prédécesseur ainsi que certains développements tels que la création de nouvelles usines de fabrication pour Wang Laboratories et Dennison National, ainsi que pour le Festival Franco-Américain, une célébration annuelle à Holyoke et dans la région de Springfield., qui l'a honoré en tant que fonctionnaire du patrimoine franco-canadien. Proulx s'est toutefois révélé être un personnage controversé dans le traitement de questions sociales telles que la déségrégation et le logement des minorités, retardant les plans d'intégration en raison de problèmes de financement, et mettant en place une commission des affaires hispaniques seulement après des années de résistance,. Un auteur de Valley Advocate l'a décrit comme un personnage politique profondément diviseur, « un homme que vous aimez ou que vous détestez » après 12 ans de mandat, il a été battu par Martin J. Dunn en 1986.
Bien que d'autres institutions de longue date, telles que l'Église Precious Blood, soient fermées avant la fin de la décennie les années 1980 ont été caractérisées par un bref réveil de la culture franco-américaine. L'historienne locale Vivian Potvin, qui a écrit l'histoire française du centenaire de la ville, a été honorée pour son travail de préservation historique en 1986 par un prix du Conseil de la vie française en Amérique. De nombreux autres travaux académiques sur l'histoire de la communauté seraient également rassemblés, notamment un recueil d'histoires orales enregistrées par le Dr Eloise Brière des derniers francophones de la Nouvelle-Angleterre de la région au début des années 1980, et un certain nombre d'ouvrages du Dr Ernest Guillet et des chercheurs,,,. L'une des dernières grandes célébrations de la culture franco-américaine dans la ville a eu lieu dans les années 1980, lorsque plusieurs organisateurs locaux, dont 27 églises françaises et les gouvernements du Canada et de la France, ont parrainé Le Festival Franco-Américain, une fête de plusieurs jours en français. musique et cuisine. Le premier de ces événements a eu lieu à Holyoke en juin 1983 sous la forme d'un événement de plusieurs jours au centre commercial Holyoke, avec un casino temporaire, des expositions de ses deux sponsors internationaux, ainsi que des vêtements traditionnels français et une musique se terminant par un feu d'artifice. Par la suite, au moins deux autres événements du Festival auront lieu dans la ville voisine de Chicopee, avec l'aide de la ville de La Nouvelle-Orléans et de son maire Ernest Nathan Morial ; l'événement deviendrait l'une des plus grandes célébrations de Mardi Gras de la région avant que son organisation mère ne se plie.

## Institutions

Emblème de l'Union Saint-Jean-Baptiste d'Amérique ; Bien que basé à Woonsocket, où a eu lieu son premier congrès national, la première réunion du groupe a été organisée à l'origine par la Société Saint-Jean-Baptiste de Holyoke, dont le président, Edward Cadieux, serait le premier président de l'organisme national

Les plus anciennes institutions culturelles des Franco-Américains de Holyoke étaient en grande partie les églises catholiques françaises de la ville. Le premier de ceux-ci est l'Église du Precieux Sang, établie en 1869 et restée en place jusqu'à sa fermeture en 1987 et Notre Dame du Perpétuel Secours en 1890, qui s'est maintenue jusqu'à sa fusion Sacré Cœur pour former Notre Dame de Guadalupe en 2005,. Ce dernier fondera en 1911 la coopérative de crédit Notre-Dame du Perpétuel Secours de Holyoke ; Bien que la coopérative de crédit ait été créée à l'origine pour aider les étudiants à comprendre l'épargne, elle a rapidement fait le récit de nombreux autres membres de la communauté et est connue depuis 1918 sous le nom de Holyoke Credit Union,.
Parmi les autres activités financières, citons la City Co-operative Bank, fondée en 1889 et qui a survécu jusqu'à son acquisition par United Bank en 1994 Sous le slogan Faire fructifier l'Epargne, la banque a été créée pour offrir un crédit plus important aux travailleurs français. Le trésorier de la ville de longue date, Pierre Bonvouloir, a non seulement joué un rôle déterminant dans la création de cette banque, mais également de la coopérative de crédit susmentionnée, ainsi que de la Home National Bank, de la Holyoke Savings Bank et de la PeoplesBank, dont il était membre du conseil d'administration. administrateurs,.
La première organisation de la ville consacrée à la culture française fut la Société Saint-Jean-Baptiste d'Holyoke, créée en 1872. En 1899, la société prit contact avec plusieurs autres organisations nommées pour former un syndicat national représentant les intérêts des immigrants franco-américains et procurant des avantages à ses membres. Cet effort a culminé avec une réunion de Holyoke et de plusieurs autres chapitres potentiels de la Nouvelle-Angleterre le 26 février 1899. Le 7 mai 1900, l'Union Saint-Jean-Baptiste d'Amérique était établie à Woonsocket, avec le président de Holyoke, Edward Cadieux, servant de premier chef de l'organisation nationale,. Dans les années 1920, la Société Saint-Jean-Baptiste de Holyoke était devenue une institution sociale des Franco-Américains de l'ouest du Massachusetts. Elle organisa en 1922 un "grand jubilé" en l'honneur de son cinquantième anniversaire. ainsi que le gouverneur du Massachusetts, Channing Cox, et siège du onzième congrès de l'organisation nationale à l'occasion de son 25e anniversaire en 1925, De nombreux autres organismes culturels et de services et sociétés de prévoyance seraient établis dans la communauté française de Holyoke, y compris l'Union canadienne et un chapitre de Richelieu International,.

### Sociétés dramatiques

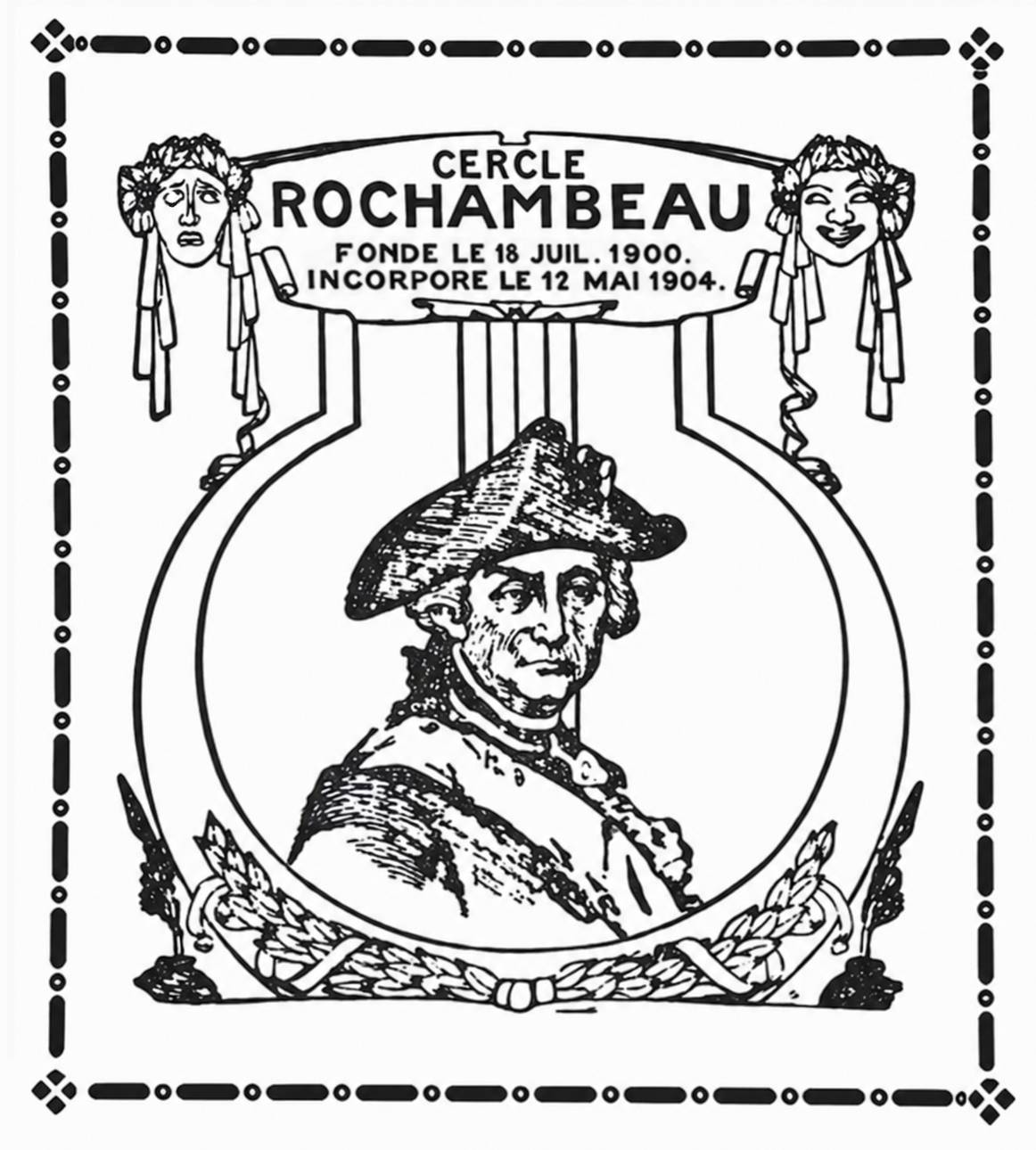
Le Cercle Rochambeau, emblème de l'une des troupes de spectacle françaises les plus en vue de la ville au XXe siècle

Au début de l'histoire de la ville, les théâtres abondaient à Holyoke, l'un des plus importants étant l'Opéra de Holyoke, et son citoyen le plus célèbre du jour, considéré comme la première icône de la pop ou «rock star» de l'âge moderne, Eva Tanguay., était l'un des nombreux artistes français à avoir retrouvé l'étoffe de la carrière d'acteur dans la ville. À cette époque, la ville abritait également un certain nombre de sociétés dramatiques ou de clubs de théâtre, dont beaucoup constituaient la pierre angulaire de la communauté franquiste. Avant l'avènement de la télévision et de la radio, au moins 19 " Cercles Dramatiques existaient à Holyoke pendant des durées variables au cours des années 1900 et 1940. Parmi celles-ci se trouvaient plusieurs paroisses liées à des églises, ainsi que des syndicats tels que Les artisans canadiens français de Holyoke, des sociétés littéraires comme Le Cercle littéraire français, des clubs de comédie tels que Le Cercle de la comédie française de Holyoke et des sociétés de secours comme Le Cercle Rochambeau, dont le dernier durera jusque dans les années 1970,.

### Journaux et éditeurs

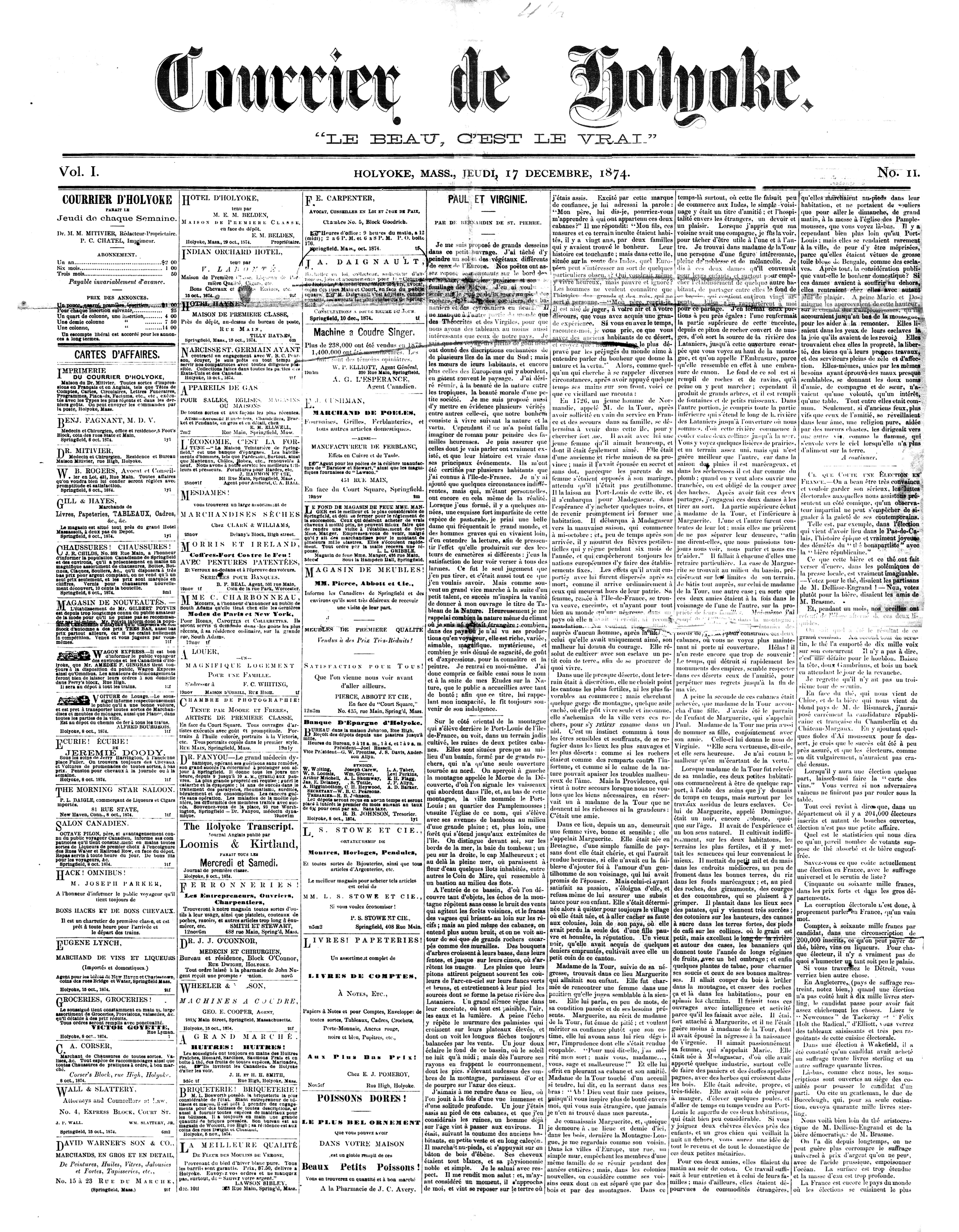
L'hebdomadaire Courrier de Holyoke, le premier journal français régulier à Holyoke, publié pour quatre mois à compter de 1874

Comme mentionné précédemment, l'église Precious Blood serait connue dans le monde entier pour l'incendie qui a détruit son lieu de rassemblement d'origine lors de l'incendie du Precious Blood Church du 27 mai 1875. Le lendemain de l'incendie, le Courrier de Holyoke publiera sa première et unique édition en français. Le journal n'a cependant pas été le premier à publier en français. En 1874, MM. Mitivier, qui fut également l'un des premiers Français à siéger au conseil municipal, commença à publier le Courrier de Holyoke. Premier journal français régulier à Holyoke, le journal existait de manière brève et cessait de paraître au bout de 4 mois,.
Alors qu'un certain nombre d'autres périodiques de courte durée paraissaient en français, une ère de journalisme continu en langue française a commencé lorsque, en 1884, les Roy Frères (lit. les Roy) ont commencé à publier Le Défenseur. Le journal, hebdomadaire, publierait des nouvelles locales, nationales et internationales en français et serait annoncé aux anglophones comme un moyen d'atteindre facilement ce groupe démographique. Ce journal, l'une des premières publications françaises ayant connu du succès dans la ville, sera publié pendant une décennie avant de paraître en 1894. Le vide laissé en son absence serait comblé l'année suivante par le bimensuel La Presse, par les éditeurs Tesson & Carignan. Le journal servirait de porte-drapeau à la presse puisque la société Holyoke publierait quatre autres journaux d'ici à 1900 à Fitchburg, ainsi que d'autres dans le New Hampshire et le Connecticut. Le succès de la firme fut toutefois de courte durée et en 1903, La Presse avait cessé de paraître.
À peu près au moment où La Presse a cessé de publier, le document non anglais le plus ancien et le plus largement diffusé de Holyoke a été publié. La Justice, un hebdomadaire régulier, a été créé en 1903, mais laJustice Publishing Company, en tant qu'imprimerie, a peut-être commencé ses activités dès 1900,. Bien que le tout premier propriétaire de La Justice et la date exacte de sa fondation restent incertains, l'éditeur le plus lié au journal était Joseph Lussier, qui l'a acheté en 1908 et en a été l'éditeur jusqu'en 1940,. Pendant le mandat de Lussier, le journal étendra sa diffusion à environ 4 500 d'ici 1922 et publiera non seulement des nouvelles, mais également de la fiction, notamment le livre d'Emma Dumas, Mirbah ; un feuilleton sur une actrice franco-canadienne à Holyoke. En 1940, Lussier vendait le papier au romancier Jacques Ducharmes qui, se rendant compte qu'il n'avait aucun intérêt à diriger un journal, le vendit à l'imprimeur de l'entreprise, Roméo-Dadace Raymond, qui le passa à son fils Gerry Ramond,. Sa publication a cessé en 1964, à la suite du décès de Raymond Sr,. Bien que l'imprimerie LaJustice soit maintenue pendant plusieurs décennies, elle marque la fin d'une période de 80 ans (1884-1964) qui caractérisait la publication linguistique à Holyoke.

### Alsaciens et Lorrainiens

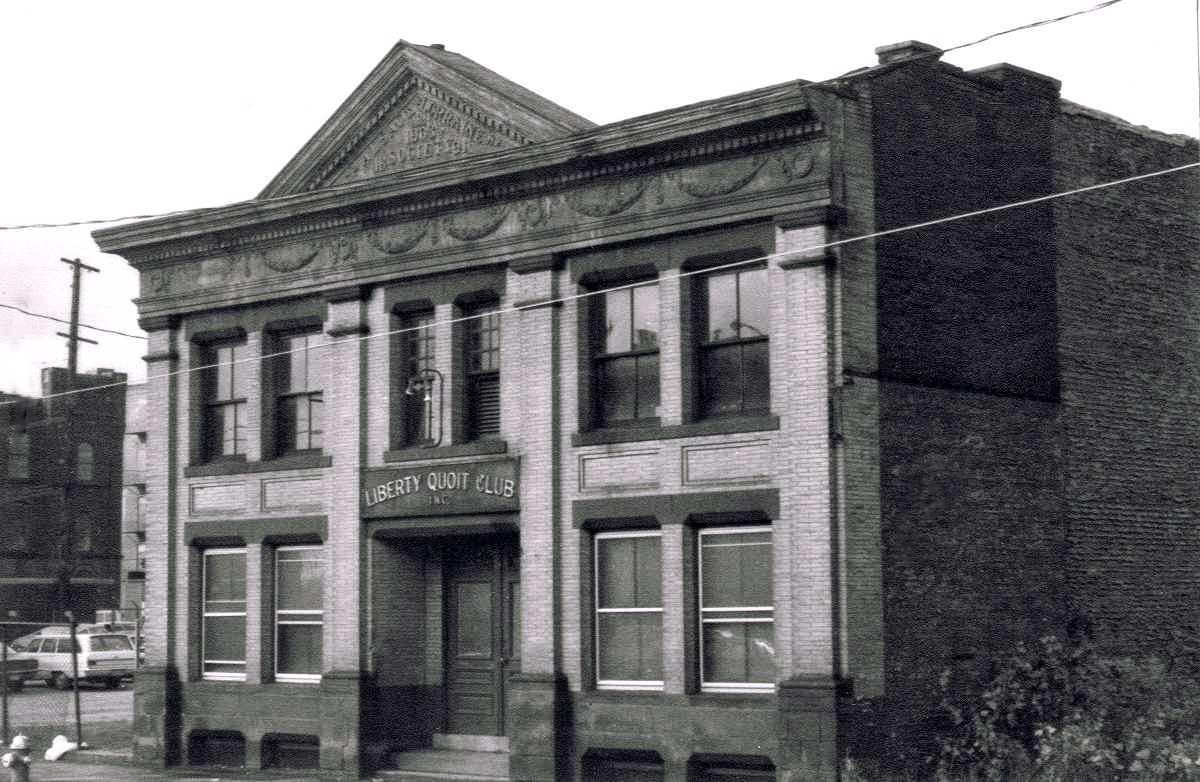
L'ancienne loge de l’Union américaine Alsace-Lorraine telle qu'elle apparaît en 1978

Bien que l'histoire française de Holyoke soit assimilée à une diaspora québécoise, un nombre considérable d'individus ont été identifiés comme francophones, mais pas comme francophones. Parmi ceux - ci était une importante population des peuples germaniques et des régions frontalières avec l'Allemagne, à savoir un certain nombre de Alsaciens (fr) et Lorrains (aussi appelés « Lorrains ») du territoire contesté de l'Alsace-Lorraine, qui est restée un point de discorde entre l'empire français et allemand, et plus tard l'Allemagne nazie, de la guerre franco-prussienne de 1870 jusqu'à la fin de la Seconde Guerre mondiale. Aujourd'hui, le territoire est identifié à la région française du Grand Est.
Bien que leur nombre exact reste inconnu, de nombreux habitants de Holyoke sont issus de familles ayant quitté l'Alsace-Lorraine, notamment l'un des constructeurs les plus connus de la ville, Casper Ranger, dont la famille est arrivée dans les années 1850. Au tournant du XIXe siècle, la communauté s'est considérablement développée et, en 1891, la Société Alsace-Lorraine est officiellement constituée et se constitue officiellement six ans plus tard, le 26 mars 1897, sous le nom de Union américaine Alsace-Lorraine. L'Union était une société apolitique de prestations, fournissant des prestations de maladie et de décès à ses membres, ainsi que des manifestations culturelles.
Le club a débuté en 1891, en organisant un « bal masqué et déguisé » afin de récolter des fonds pour leur fonds maladie / décès, cet événement aurait lieu chaque année pendant au moins deux décennies. En 1903, le groupe déménagera dans son propre pavillon, conçu par George PB Alderman, situé au coin aigu de l'actuel parc Carlos Vega, dans l'actuelle rue Clemente (connue à l'époque sous le nom de Park Street). L'ouverture de leur nouvelle salle serait marquée par un concert donné par les chanteurs de Holyoke Turner Hall et de Springdale Turner, indiquant la culture germanique du club. Les membres du conseil seraient toutefois identifiés par des noms de la région d'origine allemande et française, tels que Boistelle, Jacquel, Hegy et Mittler,,,. À son 25e anniversaire, en 1916, l'Union comptait 150 membres. La langue dans laquelle leurs réunions de travail ont eu lieu reste inconnue, étant donné le caractère interlingue franco-germanique du dialecte alsacien. Après une période de déclin, en 1936, le bâtiment du club fut cédé à une banque locale. Dans les années 1970, l'ancien club-house abritait un club encore en suspens avant d'être démoli dans les années 1980,.

## Relations internationales

### Canada

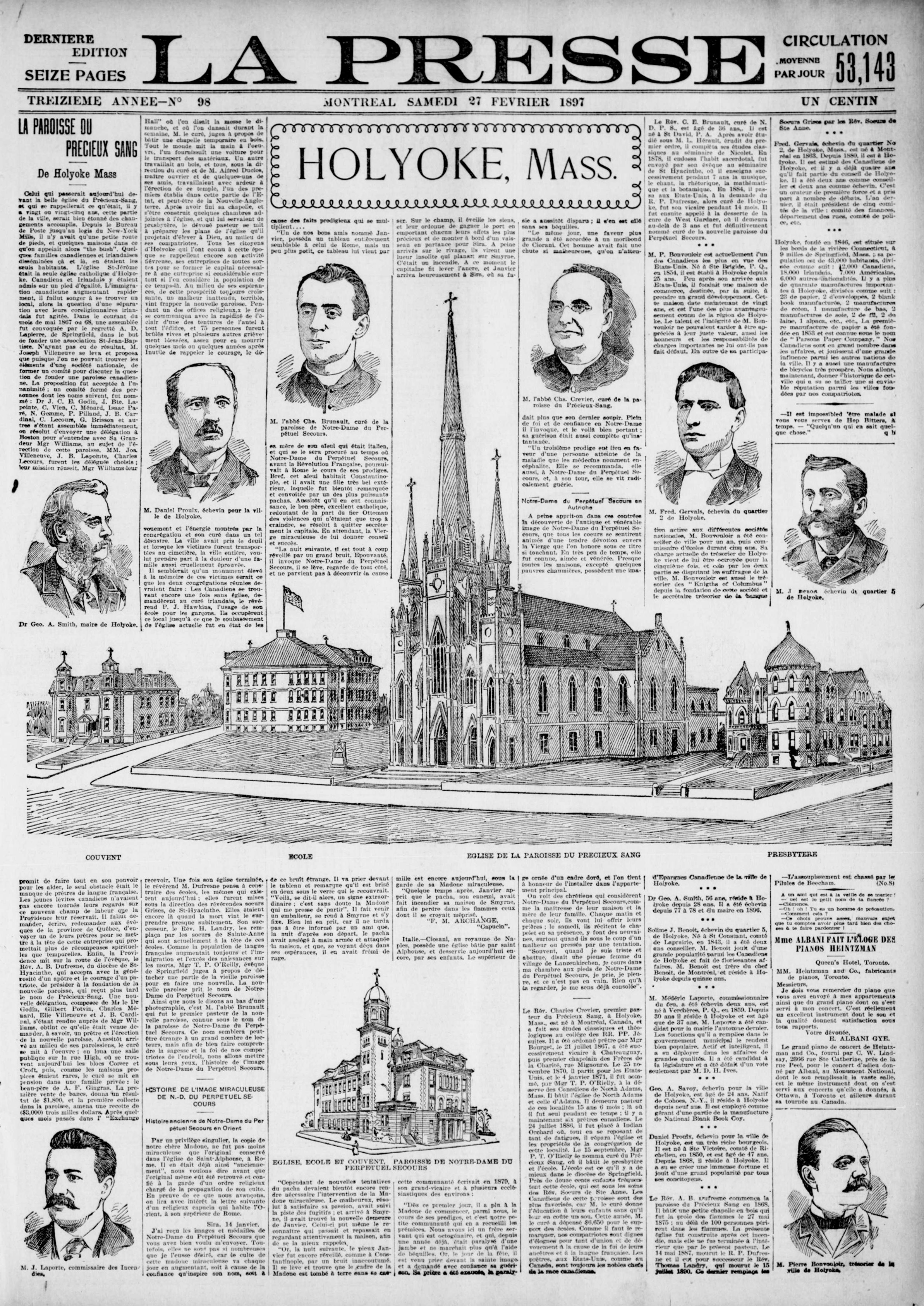
La Presse, comportait plusieurs personnalités de la communauté québécoise de Holyoke et de la nouvelle Precious Blood Church

Tout en vivant à Holyoke, de nombreux résidents sont restés au fait de l'actualité au Canada et au Québec en particulier ; En effet, les journaux français de la ville consacreraient des chroniques régulières aux affaires de la province,. et à au moins trois reprises, les résidents envoient des pétitions officielles à l'Assemblée législative du Québec, au Conseil législatif du Québec et au Parlement canadien. La première était une pétition au Conseil législatif du Québec concernant plusieurs résidents qui souhaitaient revenir dans la province, la déposant en raison de préoccupations concernant le statut de naturalisation. Au cours de la rébellion du Nord-Ouest, deux pétitions ont été envoyées au bureau de la gouverneure générale du Canada. L'une d'elles contenait 300 signatures de Canadiens français d'origine de Holyoke réclamant l'amnistie d'Ambroise Lépine pour ses crimes de trahison dans la mort de Thomas Scott ; En fin de compte, le tollé suscité au Canada et à l'étranger l'a conduit à commuer sa peine de mort,. De même, en 1886, une pétition de 602 signatures de résidents français fut adressée au gouverneur général en 1886, demandant la grâce de Louis Riel, qui avait tristement dirigé la rébellion des peuples métis et avait été pendu pour trahison.
Dans le monde littéraire de la ville a également organisé un banquet en l'honneur du lauréat du prix poète canadien français Louis Fréchette, lauréat du Prix Montyon de l'Académie française, il est le premier auteur canadien à recevoir cet honneur d'un pays européen. Un groupe de résidents canadiens-français de la ville organiserait un banquet de bienvenue aux États-Unis, qui se tiendrait à l'hôtel Windsor de l'ancien maire Whiting, le 31 janvier 1882 Fréchette a été reçue à ce banquet par plusieurs responsables municipaux et d'État, dont les anciens maires de Holyoke, William BC Pearsons et William Whiting, ainsi que par le gouverneur du Massachusetts John Davis Long et le président du Sénat de l'État, Robert R. Bishop. Les députés Lucius Seth Huntington et HC St. Pierre l'accompagneraient dans les États, ce qui aurait été un conseil de la reine. Tout au long de la soirée, de nombreux officiels ont grillé des toasts, dont un de Fréchette, louant le message de bienvenue qu'il avait reçu du président Garfield.
Parmi ces discours, citons celui d'un homme très admiré par l'auteur québécois, l'éminent écrivain américain Mark Twain, qui avait déjà rencontré Fréchette lors de son voyage à Montréal l'année précédente, lorsqu'il est arrivé au Canada pour protéger son roman Le prince et la Pauper. En effet, dans toast, Twain ferait une sorte de moquerie de la traduction en guise de remerciement et les invités du banquet recevaient chacun une carte de menu d'hôtel avec un poème de Fréchette pour l'occasion Toast à Mark Twain, ; les deux resteraient des contemporains respectés, échangeant des lettres et des livres par la suite,. Fréchette lisait ses poèmes le lendemain sur les marches de l'hôtel de ville avant un rassemblement de 250 habitants ; En revanche, il reviendrait à Holyoke en 1888 avec une autre délégation de fonctionnaires canadiens accueillie par une foule de 10 000 personnes. Cette fois, la réception a eu lieu dans une salle de bal de l'hôtel de ville, drapée des drapeaux du Canada, du Québec et des couleurs françaises. Elle était accompagnée d'Honoré Beaugrand, homme politique et folkloriste dont on se souvient surtout pour avoir écrit le récit le plus commun du conte folklorique canadien La Chasse-galerie, également connue sous le nom de "canoë enchanté" ou "canoë volant".

### France
Au moins deux habitants de Holyoke ont été décorés avec les honneurs de la République française pour leurs efforts liés à la ville. La principale d'entre elles était la philanthrope et femme d'affaires Belle Skinner pour son ralliement à Holyoke et à d'autres villes américaines en vue de l'adoption de villages français pour la reconstruction après la Première Guerre mondiale. Sans française elle - même, dans ses voyages après la Première Guerre mondiale Mme Skinner est tombé amoureux de la cause de la reconstruction d'après-guerre, et pour ses efforts pour rallier un mouvement national de l'adoption de villages, et la reconstruction du château Hattonchatel et ses environs village. À Paris, au cours du mois de janvier 1919, elle se voit attribuer la médaille de la reconnaissance française par le premier ministre Alexandre Millerand et est nommée Chevalier de la Légion d'honneur,.
Sous son impulsion, la ville de Holyoke elle-même entretint brièvement des relations de jumelage avec le village français Apremont-la-Forêt, qui avait été libéré par le 104th Infantry, la première unité militaire américaine honorée par un pays étranger pour son courage au combat. Au lendemain de la Première Guerre mondiale, le village fut adopté et les travailleurs envoyés par la ville lui fournirent un nouveau système d'approvisionnement en eau, un bain public et un centre communautaire. En contrepartie de cette aide, le village renommerait sa place municipale Place d'Holyoke et sa route principale Rue Belle Skinner. En 1930, Holyoke réaffecterait une voie de service militaire à Rock Valley en tant que route d'Apremont pour commémorer la bonne volonté. entre le village et la ville.
Le 14 janvier 1934, devant une foule de 1 000 personnes à la Valley Arena, Joseph Lussier, rédacteur en chef de La Justice, se vit décerner un prix Palmes académiques en l'honneur de son nom travaux soutenant la culture francophone, par le secrétaire suprême de la Société Saint-Jean-Baptiste, au nom du consul général de France à New York, Charles de Ferry de Fontnouvelle (en).

## Héritage

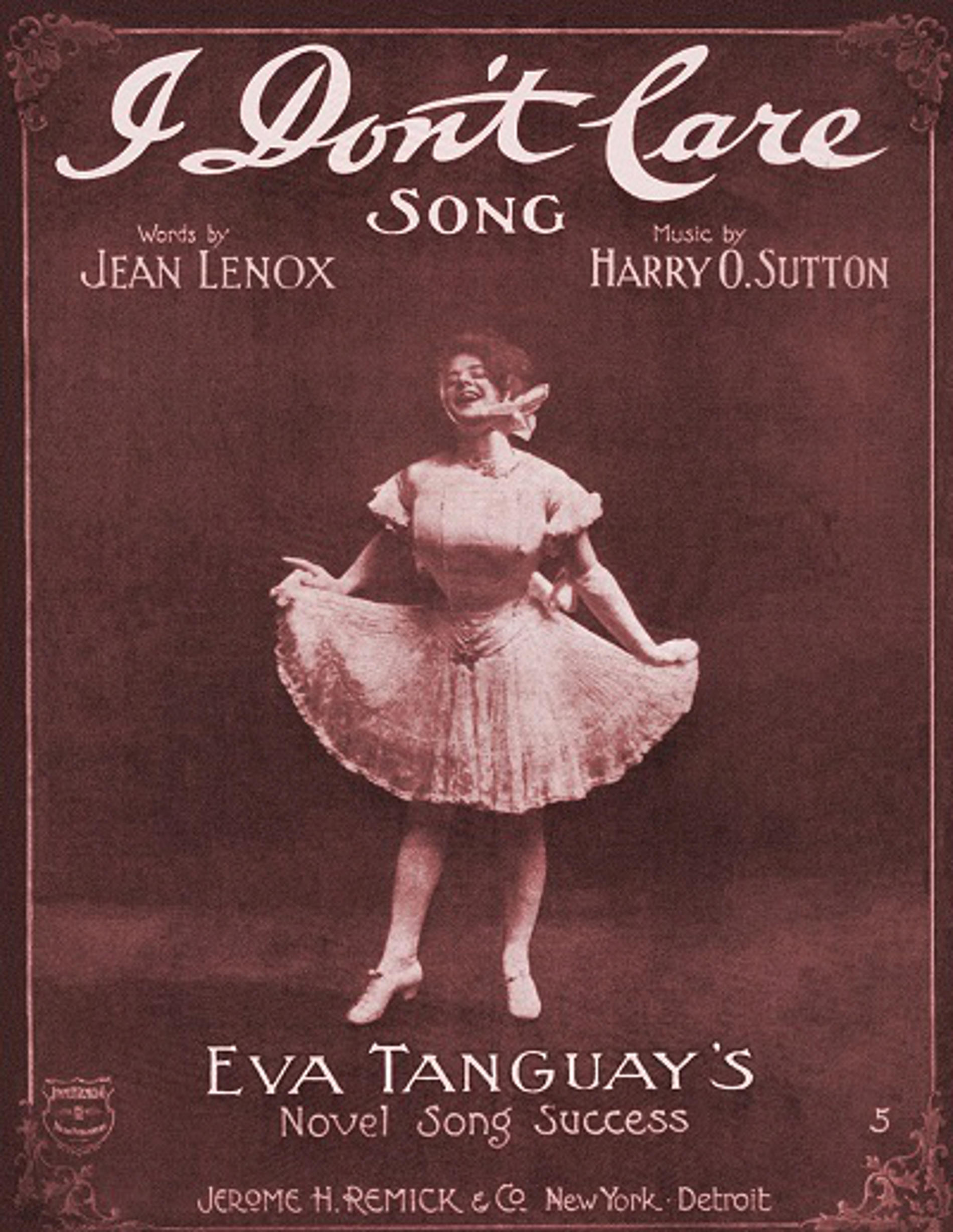
Partitions pour le morceau le plus connu de Eva Tanguay, I Don't Care ; Tanguay, qui a débuté en tant que chanteuse et danseuse amateur à Holyoke, deviendrait le premier musicien populaire américain à atteindre la célébrité dans les médias de masse

Alors que quelques décennies auparavant, Jacques Ducharme avait été critiqué pour son utilisation de l'anglais dans ses livres:196, après le déclin de la presse française, vers la fin du XXe siècle, de nombreux membres de la communauté se sont américanisés et ont choisi de se consacrer principalement aux affaires. en anglais. Le français de la Nouvelle-Angleterre autrefois parlé dans la ville n'existe plus dans la vie publique, avec un peu plus de 0,5 % de tous les résidents parlant une langue quelconque. Une importante collection d'interviews enregistrées par Eloise Brière figure toutefois dans les collections spéciales de la bibliothèque UMass Amherst et contient des conversations avec des familles importantes de la région, dont le maire Ernest Proulx, presque entièrement dans le dialecte français de la région.
Parmi les plus petits vestiges du français de la ville se trouve le bar "The Franco" de The Flats, qui conserve son nom d'ancien lieu de réunion du club franco-américain. Des noms français ornent aujourd'hui plusieurs rues de Holyoke, y compris l'autoroute Apremont, et deux ensembles de logements sociaux gérés par la Holyoke Housing Authority, le village de Beaudoin et la tour Beaudry-Boucher. Un certain nombre de bâtiments conçus par l'architecte franco-canadien Oscar Beauchemin définissent encore les horizons des quartiers commerçants historiques des quartiers de la ville, ainsi que des blocs développés par Louis LaFrance et Casper Ranger, ce dernier ayant construit de nombreux bâtiments du campus du Mount Holyoke. Bien que l'église Precious Blood ait été démolie, son presbytère abrite désormais un garde-manger ainsi qu'un programme de réhabilitation pour toxicomanes. Le plus haut bâtiment commercial du centre-ville, parfois appelé à tort bâtiment Prudential est appelé le bâtiment Prew, car John J. Prew (Proulx) l'a acheté à JR Smith dès son achèvement.
Parmi les nombreuses institutions franco-américaines qui existaient jadis, il en reste une poignée. Le Beavers Club of Western Massachusetts, un organisme de bienfaisance fondé en 1945 par un groupe de commerçants franco-canadiens de Holyoke, est l'un des rares groupes français qui existe à Holyoke. Le groupe, composé d'hommes d'au moins un quart d'ascendance française, fournit principalement du travail de construction gratuit ainsi que des repas aux œuvres de bienfaisance locales.

### Littérature
En plus des nombreuses éditions de La Justice et d'une poignée d'autres articles éphémères, Jacques Ducharme a également traité de l'histoire de la communauté française dans son livre en anglais, The Shadows of the Trees, ainsi que dans le roman The Delusson Family, qui donne une image fictive d'un ouvrier et de sa famille arrivant en ville et luttant pour subvenir à leurs besoins au XIXe siècle. Ducharme confirmera plus tard dans un entretien avec le chercheur Ernest Guillet en 1976 que « chaque personnage [dans le roman] représente une personne réelle ; les situations et les lieux ont subi des changements très mineurs. » Une autre œuvre littéraire connue est le roman en série français Mirbah, écrit par Emma Dumas sous le nom de plume Emma Port-Joli. Dans la revue académique Quebec Studies, la chercheuse Cynthia Lees qualifierait le travail de non raffiné dans son intrigue et ses personnages, mais s'intéresse aux recherches historiques dans la mesure où « Dumas n'est pas sans rappeler certains romanciers américains tels que Harriet Beecher Stowe ou Charles Brockden Brown décrits par Jane Tompkins en tant que « dessins sur leurs auditoires, dans le sens de vouloir amener les gens à penser et à agir d'une manière particulière » ». En effet, le roman qui suit la vie d'une actrice française fictive dans la ville décrirait les hiérarchies sociales au sein de la communauté de la fin du XIXe siècle.